# Orphans of the Tide
Orphans of the Tide är den första delen av en trilogi av Struan Murray.